# Свети Илия (Клисура)
Вижте пояснителната страница за други значения на Свети Илия.
„Свети Илия“ (на гръцки: Προφήτη Ηλία) е възрожденска православна църква край костурската паланка Клисура (Влахоклисура), Егейска Македония, Гърция, част от Костурската епархия.

## Местоположение
Църквата е разположена на 3 km югоизточно от Клисура на билото на едноименния връх Свети Илия, част от Мурик.

## История
Църквата е от XIX век. На 21 юли 1903 година - първия ден на Илинденско-Преображенското въстание Мокренската чета от 74 души, начело с Никола Андреев, води тежко сражение със 150 души редовна войска и 50 души гръцка чета на върха. Загиват 7 български четници - мокренците Георги Папастерев, Гели Тегов Пачин, Христо Н. Матин, Тоди Михалин, Динчи на Уанката, както и конуйците Симо Хр. Касабов и Наси Пульов, които са погребани в двора на църквата.